# Scotopteryx coelinaria
Scotopteryx coelinaria é uma espécie de insetos lepidópteros, mais especificamente de traças, pertencente à família Geometridae.
A autoridade científica da espécie é de Graslin, tendo sido descrita no ano de 1863.
Trata-se de uma espécie presente no território português.